# Mixocera oleagina
Mixocera oleagina là một loài bướm đêm trong họ Geometridae.